# Chrysobothris culbersoniana
Chrysobothris culbersoniana es una especie de escarabajo del género Chrysobothris, familia Buprestidae. Fue descrita científicamente por Knull en 1943.
Se encuentra en Texas y Nuevo México.
Se alimenta de Acacia constricta, A. greggii y Quercus.